# HMS 프린스 오브 웨일스 (R09)
HMS 프린스 오브 웨일즈 (R09)는 영국 해군의 퀸 엘리자베스급 항공모함의 2번함이다. 참고로, HMS는 Her Majesty Ship(여왕 폐하의 군함)을 줄여서 표기한 약자다.

## 역사
2010년 5월, 미국 항공모함의 CATOBAR를 채택했다.
2012년 5월, CATOBAR의 비용 상승 문제로, 스키점프대 방식을 채택하기로 결정했다.
2019년 12월 10일 취역했다.
1번함은 영국 여왕인 엘리자베스의 이름을 본따서 HMS 퀸 엘리자베스라고 명명했으며, 2번함은 찰스 황태자의 공식직 칭호를 본따 이름지었다. 찰스 황태자는 모친인 여왕이 영국 역사상 최장수로 건재해서, 2020년 71세가 되도록 왕이 못되고 있는데, 이미 오래전부터 영국 내각의 1급 비밀 보고서를 여왕과 황태자에게 보고받고 있어서, 여왕의 역할을 상당부분 분담하고 있다. 내각의 보고서를 받은 찰스 황태자는 흑거미 편지라는 친필 편지를 총리나 장관들에게 1년에 20여통을 보내서, 국정을 운영한다. 흑거미 편지는 찰스 황태자의 글씨가 너무 엉망이라는 소리고, 흑거미 편지가 잦아서, "참견꾼 찰스"라는 별명도 있다. 그렇게 영국 여왕과 영국 황태자로 2대의 항공모함을 건조했다.

## 스키점프대
중국 산둥호와 관련해, 2019년 1월, 미국 국방정보국은 보고서에 "스키점프대 방식 활주로에서 항공기의 최대 발사중량은 30t으로 제한될 것이며 J-15 전투기는 연료와 무기를 모두 적재할 수 없어 짧은 거리에서 간단한 임무만 할 수 있을 것"이라고 분석했다.
그러나 미국 항공모함의 CATOBAR 방식은 건조비가 상승한다. 결국, 30톤 이상의 전투기이면서, 스키점프대를 사용하려면, 수직이착륙기가 필요하다. 수직이착륙기는 수직이착륙 장치 때문에, 보통의 공군 전투기 보다 훨씬 무장량, 연료량이 적다.
CATOBAR 방식일 경우에는, 착륙 충격을 견디는 랜딩기어 보강 등으로 보통의 공군 전투기 보다 약간 무장량, 연료량이 적어지지만, 수직이착륙기 보다는 훨씬 무장량, 연료량이 많다.

## F-35B

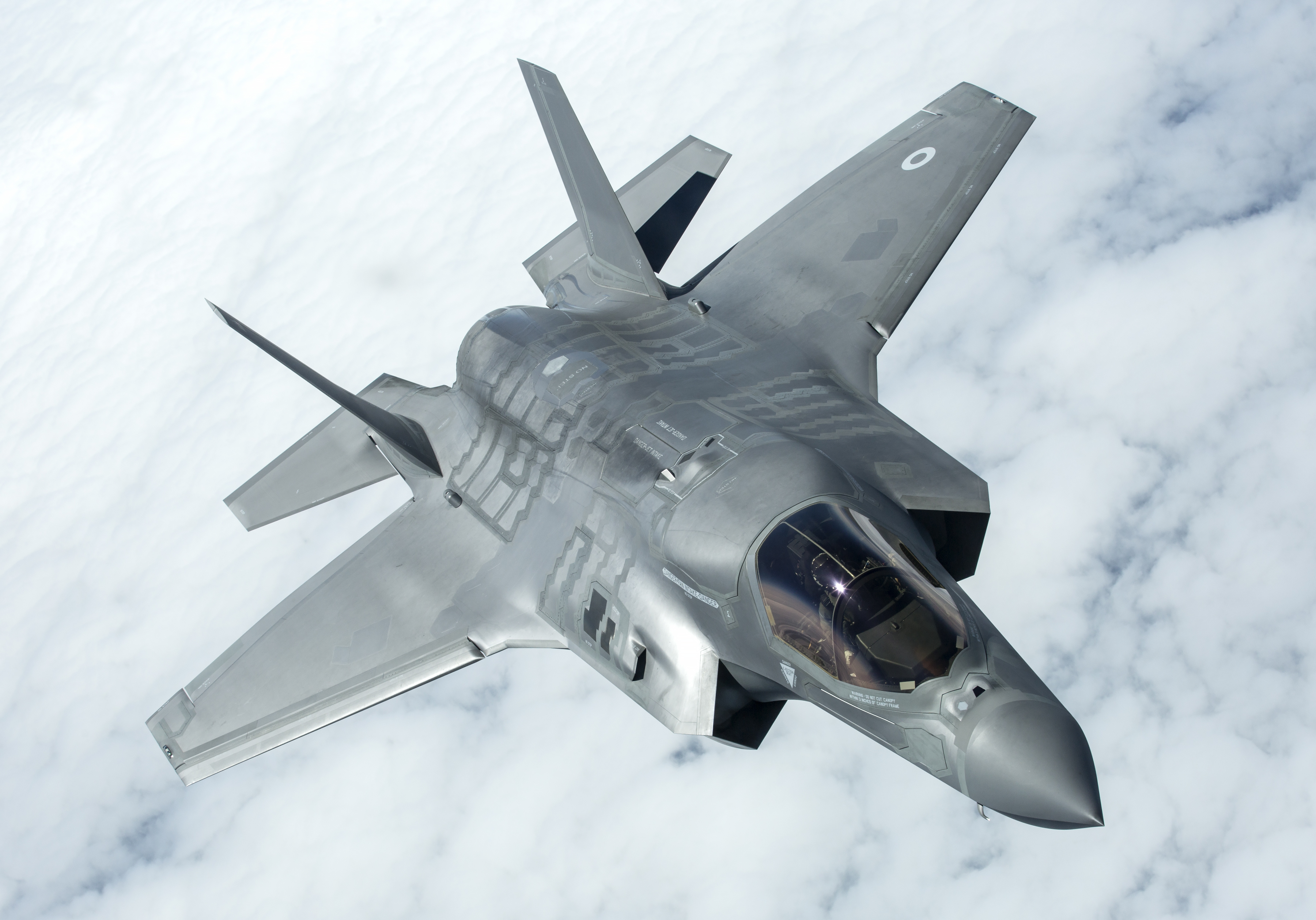
영국 해군 809 비행대대의 F-35B

2023년까지 F-35B 전투기 42대를 사들이고, 일차로 24대를 퀸 엘리자베스와 프린스 오브 웨일스 호에 배치할 계획이다.
비행갑판 크기가 축구장 3개를 합한 것과 같은 이 항모는 첨단 자동화 시스템 덕택에 격납고에서 1분 만에 전투기 4대가 갑판으로 올라와 발진할 수 있다. 이에 따라 함재기들의 하루 최대 출격 횟수가 108차례나 된다.
F-35B 전투기를 최대 36대 탑재할 수 있다.

## 건조비
2007년 노동당 정부가 항공모함 건조를 승인했을 때 비용은 35억파운드(5조9400여억원)로 추정했는데, 2013년에는 2척의 건조비용이 62억파운드(10조5244억원)로 불어날 것으로 관측됐다. 40대씩 배치할 대당 천억원 정도하는 F-35B 8조원 등은 제외하고, 순수한 군함 건조비만을 말한다.

## 대한민국
한국은 백령도함 건조계획을 하면서, 프린스 오브 웨일즈를 카피할 지를 고려했다.

## 같이 보기
- HMS 퀸 엘리자베스 (R08)